# Kuroki Tamemoto
Kuroki Tamemoto est un nom japonais traditionnel ; le nom de famille (ou le nom d'école), Kuroki, précède donc le prénom (ou le nom d'artiste).
Le comte Kuroki Tamemoto (黒木 為楨) (3 mai 1844 - 3 février 1923) est un général de l'armée impériale japonaise. Durant la guerre russo-japonaise, les forces qu'il mènent connaissent une série de succès en Mandchourie à la bataille du fleuve Yalou, à la bataille de Liaoyang, et à la bataille de Mukden.

## Biographie
Fils d'un samouraï du domaine de Satsuma (actuelle préfecture de Kagoshima), Kuroki combat pour le clan Shimazu contre les forces du shogunat Tokugawa durant la guerre de Boshin de la restauration de Meiji. Il mène un peloton d'infanterie du 1er bataillon à la bataille de Toba-Fushimi puis à la bataille du château d'Utsunomiya et est nommé lieutenant en février 1869.
En juillet 1871, Kuroki est nommé capitaine dans la nouvelle armée impériale japonaise. Il gravit rapidement les échelons et est nommé au 1er bataillon de grenadiers en août 1872 et promu major. En février 1875; à seulement 31 ans, il est nommé commandant du 12e régiment d'infanterie de Hiroshima et promu lieutenant-colonel.
Durant la rébellion de Satsuma de 1877, Kuroki commande un régiment contre son propre clan. Il est promu colonel en novembre 1878 et nommé commandant du 2e bataillon de grenadiers. Il est promu général de brigade en mai 1885 puis général de division en novembre 1893. Il commande la 6e division lors de la première guerre sino-japonaise et participe à la bataille de Weihaiwei.
Promu général de corps d'armée en novembre 1903, Kuroki est nommé commandant de la 1re armée juste avant le déclenchement de la guerre russo-japonaise l'année suivante. Après avoir débarqué ses forces à Chemulpo près de Séoul à la mi-février, Kuroki affronte au Nord une petite force russe à la bataille du fleuve Yalou du 30 avril au 1er mai 1904. Commandant l'aile gauche des Japonais à la bataille de Liaoyang, il repousse une attaque russe désorganisée du 25 août au 3 septembre.

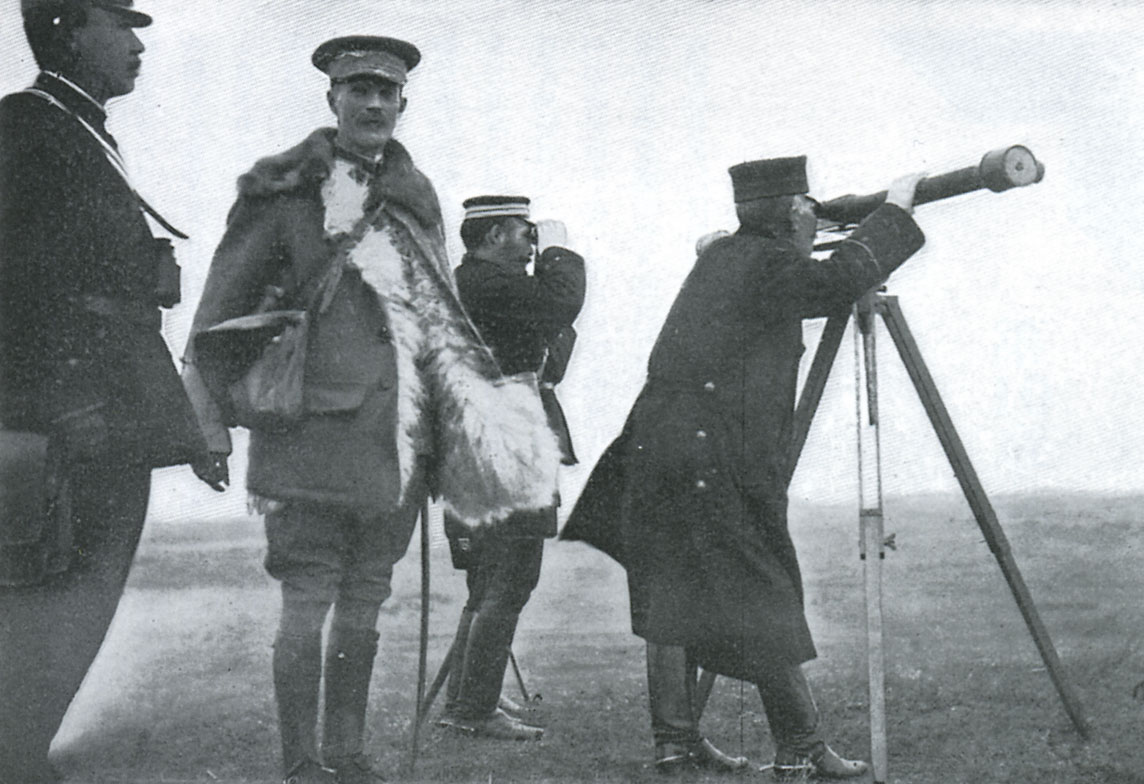
Le général Ian Hamilton (de face) avec le général Kuroki après la victoire japonaise à la bataille du Cha-Ho (1904).

Durant la bataille du Cha-Ho, les forces de Kuroki réussissent de nouveau à défendre contre les offensives russes du général Alexeï Kouropatkine du 5 au 17 octobre puis il commande le flanc droit des Japonais à la bataille de Mukden du 21 février au 10 mars 1905.
De la même façon que la guerre russo-japonaise est décrite comme la première guerre moderne, le général Kuroki est décrit comme l'un des premiers généraux modernes, et pas seulement parce que ses forces sont victorieuses. En plus de commander le combat face aux Russes, Kuroki est obligé de dédier une grande partie de son attention aux observateurs étrangers. Les reporters de guerre sont affectés par les restrictions de mouvements et la censure. Dans tous les conflits militaires qui suivent la guerre de 1904-05, une attention particulière sera mise à l'encadrement des correspondants de guerre.
L'attaché militaire de l'armée indienne britannique dans la 1re armée japonaise, le général Ian Hamilton appliquera à son retour directement les leçons apprises à l'observation de Kuroki. Durant la bataille des Dardanelles de 1915, il nomme le capitaine William Maxwell (en), journaliste qui rapporta la guerre russo-japonaise pour le Daily Mail, au poste de chef de la censure. Kuroki sert également de modèle à l'attaché militaire américain John Pershing qui utilisera son expérience une décennie plus tard en Europe en convainquant le journaliste Frederick Palmer (en) de prendre la charge l'accréditation de la presse accompagnant la force expéditionnaire américaine en France durant la Première Guerre mondiale. Palmer, comme Pershing, a fait l'expérience des restrictions de Kuroki durant la guerre russo-japonaise.
En dépit de ses succès militaires, Kuroki est l'un des deux haut-gradés japonais qui ne sont pas promus maréchaux, cela étant principalement dû à ses origines de Satsuma à une époque où le gouvernement est dominé par ses rivaux du domaine de Chōshū.
Retiré du service actif en 1909, il reçoit le titre de baron (danshaku) puis de comte (hakushaku) selon le système de noblesse kazoku.
En 1917, il devient gardien du sceau privé du Japon et le reste jusqu'à sa mort de pneumonie en 1923.

## Distinctions
- Grand Cordon de l'ordre du Soleil levant (30 mai 1905)
- Ordre de Saint-Michel et Saint-Georges Chevalier Grand-croix (GCMC) (20 février 1906)[8]
- Baron (1er avril 1906)
- Ordre du Milan d'or (1re classe) (1er avril 1906)
- Grand Cordon de l'ordre du Soleil levant avec des fleurs de Paulownia(1er avril 1906)
- Comte (1909)

## Hommages
Deux villes d'Amérique du Nord sont nommées en son honneur : une en Saskatchewan et une dans le Dakota du Nord.